# Sultartangalón
Der See Sultartangarlón liegt im Hochland von Island nördlich des Vulkans Hekla. Der See liegt im Gemeindedreieck von Ásahreppur, Skeiða- og Gnúpverjahreppur und Rangárþing ytra.

## Geografie
Sultartangarlón ist ein Stausee der Flüsse Þjórsá und Tungnaá, die beide in den Stausee münden. An dem Fluss Tungnaá stehen die Kraftwerke Hrauneyjafoss, Sultartangi und Vatnsfell. Seine Fläche misst 20 km², der See liegt auf einer Höhe von 297 ü.N.
Die Sprengisandur-Hochlandpiste führt am See vorbei nach Norden in das Isländische Hochland. Auch liegt der Wasserfall Háifoss in erreichbarer Nähe.

## Geschichte
Von 1982 bis 1984 wurden östlich des Berges Sandfell und jeweils ca. 1 km oberhalb des Zusammenflusses die Flüsse Þjórsá und Tungnaá durch Staudämme aufgestaut, um ihre Wasserkraft zu nutzen. Der Damm von Sultartangi ist mit 6,1 km Länge der längste Staudamm in Island. Bei der Entstehung des Stausees verschwand ein Wasserfall namens Ármótafoss.
Zunächst wurde die Wasserkraft im Búrfell-Kraftwerk genutzt, ab 1997 zusätzlich im Kraftwerk Sultartangi. Der See wurde dazu weiter aufgestaut auf inzwischen 20 km². Das Wasser wird zum Kraftwerk Sultartangi durch einen ca. 3,5 km langen Tunnel geschleust, der den Berg Sandfell durchquert.
Der alte Name der Gegend ist Bláskógar (blauer Wald), was auf frühere Bewaldung hinweist.